# Sašo Filipovski
Sašo Filipovski (ur. 6 września 1974 w Lublanie) – słoweński trener koszykarski, dwukrotny mistrz Polski ze Stelmetem BC Zielona Góra, trzykrotny laureat nagrody - Najlepszy Trener PLK.

## Kariera
Grał jako zawodnik w drużynach młodzieżowych. Jednak po kontuzji ramienia zdecydował się podjąć studia na Wydziale Sportu Uniwersytetu w Lublanie. Na tej uczelni został asystentem, gdzie przez dwa lata łączył teorię z praktyką – dwa razy dziennie uczestnicząc w treningach zespołu Olimpija Ljubljana. W tym klubie Filipovski zaczął swoją pracę w 1996 roku jako asystent trenera (Zmago Sagadina). W sezonie 2003/2004 oraz 2004/2005 był pierwszym trenerem Olimpiji prowadząc ten zespół w rozgrywkach Ligi Słoweńskiej, Lidze Adriatyckiej oraz Euroligi. Od sezonu 2006/2007 - 2008/2009 trener Turowa Zgorzelec, który gra w PLK oraz od sezonu 2007/2008 w Eurocup. W dniu 8 stycznia 2009 roku przestał pełnić funkcję trenera zespołu PGE Turów Zgorzelec. Po kilku tygodniach objął stanowisko I trenera zespołu Lokomotiw Rostów, który występuje w rosyjskiej ekstraklasie. W grudniu 2009 roku podał się do dymisji i pożegnał się z klubem. Przed sezonem 2010/11 podpisał kontrakt z CSKA Moskwa i został asystentem Dusko Vujosevicia. Opuścił jednak ten zespół pod koniec listopada 2011. 12 stycznia 2011 roku podpisał kontrakt do końca sezonu 2011/12 z zespołem Lottomatiki Rzym. Od 2011 do 2013 roku ponownie pełnił funkcję pierwszego trenera Olimpiji Ljubljana. W listopadzie 2014 roku został pierwszym trenerem Stelmetu Zielona Góra, zastępując w tej roli Andrzeja Adamka. Z klubem tym zdobył dwa mistrzostwa Polski oraz Superpuchar i Puchar Polski, a także awansował do ćwierćfinału Eurocupu. W czerwcu 2016 roku przeniósł się do tureckiego klubu Banvit B.K., gdzie został pierwszym trenerem.

## Osiągnięcia
Stan na 22 września 2018, na podstawie, o ile nie zaznaczono inaczej.

### Jako pierwszy trener
Drużynowe
- Mistrzostwo:
  - Polski (2015, 2016)[7]
  - Słowenii (2004, 2005)
- Wicemistrzostwo:
  - Ligi Mistrzów FIBA (2017)
  - Polski (2007, 2008)
  - Słowenii (2012, 2013)
- Puchar:
  - Polski (2015)
  - Słowenii (2005, 2012, 2013)
  - Turcji (2017)
- Superpuchar:
  - Polski (2015)[8]
  - Słowenii (2003, 2004)
- Finalista:
  - pucharu Słowenii (2004)
  - superpucharu Słowenii (2011, 2012)
- Final:
  - 8 Pucharu ULEB (2008)
  - 4 Ligi Adriatyckiej (2004)
- TOP 16 Euroligi (2004, 2011)
- 4. miejsce podczas mistrzostw Turcji (2018)

Indywidualne
- - Najlepszy trener PLK:
  - 2007, 2008, 2016 (oficjalnie)
  - 2015 (według dziennikarzy)[9]

### Jako asystent trenera
- Mistrzostwo:
  - Ligi Adriatyckiej (2002)
  - Słowenii (1997-1999, 2001, 2002, 2006)
- Wicemistrzostwo Słowenii (2003)
- Brąz Euroligi (1997)
- Puchar Słowenii (1997-2003, 2006)
- Superpuchar Słowenii (2003)
- 3. miejsce w Eurolidze (1997)